# Xylophageuma zschokkei
Xylophageuma zschokkei är en mångfotingart som beskrevs av H. Bigler 1912. Xylophageuma zschokkei ingår i släktet Xylophageuma och familjen Haaseidae. Inga underarter finns listade i Catalogue of Life.